# فرودگاه بین‌المللی اوهر شیکاگو
فرودگاه بین‌المللی اوهر شیکاگو (به انگلیسی: Chicago O'Hare International Airport) (یاتا: ORD، ایکائو: KORD، موقعیت‌یاب اف‌آآ: ORD) یک فرودگاه بین‌المللی است که در شهر شیکاگو در ایالت ایلینوی کشور ایالات متحده آمریکا واقع شده و ۱۷ مایل (۲۷ کیلومتر) با مرکز شیکاگو فاصله دارد. اوهر پروازهای بی‌وقفه‌ای ۲۴۹ مقصد در آمریکایی شمالی، آمریکای جنوبی، کارائیب، اروپا، آفریقا، آسیا، خاورمیانه و منطقه آتلانتیک شمالی دارد. در سال ۲۰۲۴ اوهر پرمقصدترین فرودگاه ایالات متحده و پنجمین فرودگاه پرمقصد جهان است.
فرودگاه بین‌المللی اوهر شیکاگو جزو گروهی از فرودگاه‌های بین‌المللی است که به بیش از ۲۰۰ مقصد در نقاط مختلف جهان، پرواز انجام می‌دهند. دیگر فرودگاه‌ها عبارتند از: فرودگاه بین‌المللی فرانکفورت، فرودگاه شیپخول آمستردام، فرودگاه شارل دوگل پاریس، فرودگاه بین‌المللی هارتسفیلد-جکسون آتلانتا، فرودگاه بین‌المللی دالاس-فورت ورث، فرودگاه مونیخ، فرودگاه بین‌المللی دبی.
این فرودگاه به یاد ادوارد اوهر نامگذاری شده و معمار آن نیز چارلز اف. مورفی و فضل الرحمن خان بوده‌اند.

## شرکت‌های هواپیمایی و مقصدهای پروازی

### مسافری
| شرکت‌های هواپیمایی                          | مقصدهای پروازی |
| ------------------------------------------ | --- |
| ایر لینگاس                                 | دوبلین |
| آئرومکزیکو                                 | دن میگوئل هیدالگو وای کوستیا، مکزیکو سیتی |
| ایر کانادا                                 | پیرسون تورنتو، ونکوور |
| Air Canada Express                         | مونترآل-پییر الیوت ترودو، پیرسون تورنتو |
| ایر چویس وان                               | محلی سوت ایست آیوا، دیکیتر، شهرستان گگبیک-آیرن، شهری میسون |
| ایر فرانس                                  | شارل دوگل پاریس |
| ایر ایندیا                                 | ایندیرا گاندی، راجیو گاندی |
| آلاسکا ایرلاینز                            | تد استیونز انکوریج، پورتلند، سیاتل-تاکوما |
| آلیتالیا                                   | فصلی: لئوناردو دا وینچی-فیومیچینو |
| آل نیپون ایرویز                            | هانه‌دا، ناریتا |
| امریکن ایرلاینز                            | هارتسفیلد-جکسون آتلانتا، آستین، پکن، لوگان، کانکون، کینتانا رو، شارلوت داگلاس، دالاس-فورت ورث، دنور، متروپولیتن شهرستان وین دیترویت، فورت لادردیل–هالیوود، ساوثوست فلوریدا، بردلی، کانزاس‌سیتی، مک‌کاران، هیترو لندن، لس‌آنجلس، میامی، مینیاپولیس−سنت پل, لوئیز آرمسترانگ نیو اورلنان، جان اف کندی، لاگواردیا، لیبرتی نیوآرک، نورفک (برقراری مجدد از ۲۲ اوت ۲۰۱۷), جان وین، اورلاندو، فیلادلفیا، فینکس اسکای هاربر، پیتسبورگ، پورتلند، رالی-دورهام، رنو تاهوئه، سکرامنتو، لامبرت-ست لوی، سالت‌لیک‌سیتی، سن آنتونیو، سن دیه‌گو، سانفرانسیسکو، سان خوزه، لوئیز مونز مارین، سیاتل-تاکوما, شانگهای پودنگ، تمپا، ناریتا، توسان، تالسا، اکلاهما، ملی رونالد ریگان واشینگتن، پام بیچ فصلی: آلبوکرکی (برقراری مجدد از ۲۱ اوت ۲۰۱۷), ثرگود مارشال بالتیمور واشینگتن، بارسلونا-ال پرات، بوزمن یلوواستون (برقراری مجدد از ۲۶ اوت ۲۰۱۷), کوزومل، دوبلین، منطقه‌ای شهرستان ایگل، لا آررا, جرج بوش، جکسن هول، جکسنویل، لوئیویل، منچستر، سنگستر، انتاریو, شارل دوگل پاریس، پام اسپرینگز، ال آی سی. گوستاو دیاز اورداز، پونتا کانا، لئوناردو دا وینچی-فیومیچینو، لوس کابوس |
| امریکن ایگل                                | اکران، آلبانی، آلبوکرکی، منطقه‌ای شهرستان اوتاگامی, هارتسفیلد-جکسون آتلانتا، ثرگود مارشال بالتیمور واشینگتن، برمینگهم-شاتلسورث, شهری بیسمارک، منطقه‌ای سنترال ایلنوی، بویزی, بوفالو نیاگارا، آیوای شرقی، ویلارد دانشگاه ایلینوی، شارلوتسویل-البمارل، چتنوگا مترپالیتن، سینسیناتی/کنتاکی شمالی، کلیولند هاپکینز، Colorado Springs, منطقه‌ای کلمبیا، پورت کلمبوس، دیتون، دنور، دی موین، آیووا، متروپولیتن شهرستان وین دیترویت، منطقه‌ای دبیوک، ال پاسو، محلی اونسویل، هکتور، بیشاپ، منطقه‌ای نورث‌وست، فورت وین، ایندیانا، جرالد فورد، استن استراوبل، پیدمونت تراید, گرنویل-اسپارتانبورگ, هریسبرگ، بردلی، منطقه‌ای هاتیسبورگ-لاورل، جرج بوش، هانتسویل، ایندیاناپلیس، جکسنویل، کالامازو، کانزاس‌سیتی، مک‌گی تایسن، شهری لا کروس، کپیتل ریجن، بلوگرس، صخره کوچک ملی، لوئیویل، منطقه‌ای شهرستانی دین، منطقه‌ای منهتن، ساویر، ممفیس، منطقه‌ای مریدیان، ژنرال میچل، مینیاپولیس−سنت پل، کواد سیتی، مونترآل-پییر الیوت ترودو، سنترال ویسکانسن، نشویل، لوئیز آرمسترانگ نیو اورلنان، لیبرتی نیوآرک، نورفک، ویل راجرز، صحرایی اپلی، ژنرال وین براندزینو داونینگ پیوریا، پیتسبورگ، تی. اف. گرین، ریچموند، روچستر، گریتر راچستر، لامبرت-ست لوی، سالت‌لیک‌سیتی، سن آنتونیو، سو گیت‌وی، محلی سو فالز، ملی اسپرینگفیلد-برانسون، سیراکیوز هنکاک، تولدو اکسپرس، پیرسون تورنتو، چری کپیتل، تالسا، اکلاهما، ملی رونالد ریگان واشینگتن، محلی واترلو، شهرستان وستچستر، ویچیتا مید-کانتیننت فصلی: شهرستان اسپن – پیتکین، بوزمن یلوواستون، یمپا ولی، منطقه‌ای مونتروز، محلی رپید سیتی |
| آسیانا ایرلاینز                            | اینچئون |
| آسترین ایرلاینز                            | وین |
| اویانکا السالوادور                         | السالوادور |
| Bahamasair                                 | لیندن پیندلینگ (آغاز از ۲۴ نوامبر ۲۰۱۷) |
| بریتیش ایرویز                              | هیترو لندن |
| کاتای پاسیفیک                              | هنگ کنگ |
| Cayman Airways                             | فصلی: اوون رابرتس |
| هواپیمایی شرقی چین                         | شانگهای پودنگ |
| کوپا ایرلاینز                              | توکومن |
| دلتا ایرلاینز                              | هارتسفیلد-جکسون آتلانتا، متروپولیتن شهرستان وین دیترویت، مینیاپولیس−سنت پل، سالت‌لیک‌سیتی، سیاتل-تاکوما |
| دلتا کانکشن                                | سینسیناتی/کنتاکی شمالی، متروپولیتن شهرستان وین دیترویت، مینیاپولیس−سنت پل، جان اف کندی، سالت‌لیک‌سیتی |
| Delta Shuttle                              | لاگواردیا |
| هواپیمایی امارات                           | دوبی |
| هواپیمایی اتحاد                            | ابوظبی |
| اوا ایر                                    | تائویوان تایوان |
| فن‌ایر                                      | فصلی: هلسینکی |
| فرانتیر ایرلاینز                           | کانکون، کینتانا رو، دنور, مک‌کاران، لس‌آنجلس، میامی، انتاریو (آغاز از ۱۲ اکتبر ۲۰۱۷), اورلاندو، فینکس اسکای هاربر، پونتا کانا، سن آنتونیو، سانفرانسیسکو فصلی: آستین، شارلوت داگلاس، Colorado Springs، ال آی سی. گوستاو دیاز اورداز، پورتلند، شهرستان شارلوت، رالی-دورهام، لوس کابوس، سیاتل-تاکوما، تمپا، منطقه‌ای شمال‌شرقی فلوریدا، دالس واشینگتن، پام بیچ |
| هاینان ایرلاینز                            | پکن |
| ایبریا ایرلاین                             | مادرید-باراخاس |
| ایسلندایر                                  | کفلاویک |
| Interjet                                   | مکزیکو سیتی |
| خطوط هوایی ژاپن                            | ناریتا |
| جت‌بلو                                      | لوگان، فورت لادردیل–هالیوود، جان اف کندی |
| کاال‌ام                                     | اسخیپول آمستردام |
| کورین ایر                                  | اینچئون |
| لوت پولیش ایرلاینز                         | بوداپست فرنک لیست (آغاز از ۵ مه ۲۰۱۸)، جان پل دوم کراکوف-بالیس، شوپن ورشو |
| لوفت‌هانزا                                  | فرانکفورت، مونیخ |
| نروجین ایر شاتل اجرا توسط نروجین لانگ هاول | گاتویک (آغاز از ۲۵ مارس ۲۰۱۸) |
| هواپیمایی قطر                              | حمد |
| الملکیه الاردنیه                           | ملکه علیا |
| هواپیمایی اسکاندیناوی                      | کپنهاگ، استکهلم-آرلاندا |
| Spirit Airlines                            | هارتسفیلد-جکسون آتلانتا، ثرگود مارشال بالتیمور واشینگتن، کانکون، کینتانا رو (آغاز از ۹ نوامبر ۲۰۱۷), دالاس-فورت ورث، دنور، فورت لادردیل–هالیوود، ساوثوست فلوریدا، جرج بوش، مک‌کاران، لس‌آنجلس، مینیاپولیس−سنت پل، لوئیز آرمسترانگ نیو اورلنان، لاگواردیا، اورلاندو، سن دیه‌گو، تمپا فصلی: لوگان، میرتل بیچ، اوکلند، فینکس اسکای هاربر، پورتلند |
| سوئیس اینترنشنال ایرلاینز                  | زوریخ |
| ترکیش ایرلاینز                             | آتاترک |
| یونایتد ایرلاینز                           | آلبانی، اسخیپول آمستردام، کویین بیاتریکس، هارتسفیلد-جکسون آتلانتا، آستین، ثرگود مارشال بالتیمور واشینگتن، پکن، فیلیپس اس. دبلیو. گلدسان، لوگان، بروکسل، بوفالو نیاگارا، کالگری، کانکون، کینتانا رو، شارلوت داگلاس، سینسیناتی/کنتاکی شمالی، کلیولند هاپکینز، پورت کلمبوس، دالاس-فورت ورث، دنور، دی موین، آیووا، متروپولیتن شهرستان وین دیترویت، فورت لادردیل–هالیوود، ساوثوست فلوریدا، فرانکفورت، جرالد فورد، هریسبرگ، بردلی، هنگ کنگ، بین الملی هونولولو، جرج بوش، ایندیاناپلیس، کاهولوی، کانزاس‌سیتی، مک‌کاران، هیترو لندن، لس‌آنجلس، منطقه‌ای شهرستانی دین، ممفیس، مکزیکو سیتی، میامی، ژنرال میچل, مینیاپولیس−سنت پل، مونیخ، نشویل، لوئیز آرمسترانگ نیو اورلنان، لاگواردیا، لیبرتی نیوآرک، نورفک، ویل راجرز، صحرایی اپلی، جان وین، اورلاندو، شارل دوگل پاریس، فیلادلفیا، فینکس اسکای هاربر، پیتسبورگ، پورتلند، رالی-دورهام، ریچموند، گریتر راچستر، سکرامنتو، سالت‌لیک‌سیتی، سن آنتونیو، سن دیه‌گو، سانفرانسیسکو، سان خوزه، لوئیز مونز مارین، سائو پائولو گوارولوس، سیاتل-تاکوما، شانگهای پودنگ، چانگی سنگاپور (پایان در ۲۷ اکتبر ۲۰۱۷)، اسپوکن، سیراکیوز هنکاک، تمپا، ناریتا، پیرسون تورنتو، ونکوور، دالس واشینگتن، ملی رونالد ریگان واشینگتن، ویچیتا مید-کانتیننت فصلی: آلبوکرکی، تد استیونز انکوریج، بویزی، بوزمن یلوواستون، برلینگتون، چارلستون، کوزومل، دوبلین، ادینبرو، فیربنکس، اوون رابرتس، ایکستاپا-سیواتانخو، جکسن هول، جکسنویل, دنیل اودوبر کیروش، ژنرال رافائل بولنا (آغاز از ۲۳ دسامبر ۲۰۱۷), میسولا، سنگستر، منطقه‌ای مونتروز، میرتل بیچ، لیندن پیندلینگ، پام اسپرینگز، جت بین‌المللی پورتلند، تی. اف. گرین، پراویدنشیالز، ال آی سی. گوستاو دیاز اورداز، پونتا کانا، رنو تاهوئه، لئوناردو دا وینچی-فیومیچینو، ساراستابردنتن، شنن، هوانورا، پرینسس جولیانا، سیرل گری کینگ، لوس کابوس، خوآن سانتاماریا، سوننه/هیلتن حعیا، منطقه‌ای شهرستان ایگل، پام بیچ |
| یونایتد اکسپرس                             | اکران، آلبانی، آلبوکرکی، لی والی، منطقه‌ای شهرستان اوتاگامی، منطقه‌ای اشویل، شهرستان اسپن – پیتکین، هارتسفیلد-جکسون آتلانتا، آستین، ثرگود مارشال بالتیمور واشینگتن، برمینگهم-شاتلسورث، بویزی، لوگان، بوفالو نیاگارا، برلینگتون، کالگری، آیوای شرقی، ویلارد دانشگاه ایلینوی, چارلستون، ایگر، شارلوت داگلاس، شارلوتسویل-البمارل, چتنوگا مترپالیتن، سینسیناتی/کنتاکی شمالی، نورث سنترال در ویرجینیای غربی (آغاز از ۱ نوامبر ۲۰۱۷), کلیولند هاپکینز، Colorado Springs، منطقه‌ای کلمبیا, شهرستان کلمبیا، پورت کلمبوس، دالاس-فورت ورث، دیتون، دی موین، آیووا، متروپولیتن شهرستان وین دیترویت، دلوت، منطقه‌ای چیپوا ولی، اری، محلی اونسویل، بیشاپ، هکتور، منطقه‌ای نورث‌وست، فورت وین، ایندیانا، جرالد فورد، استن استراوبل، پیدمونت تراید، گرنویل-اسپارتانبورگ، یادمان منطقه هاتن، هریسبرگ، بردلی، جرج بوش، هانتسویل، ایندیاناپلیس، جکسن-اورز، جکسنویل، کالامازو، کانزاس‌سیتی، مک‌گی تایسن، کپیتل ریجن، بلوگرس، لینکولن، صخره کوچک ملی، لوئیویل، منطقه‌ای شهرستانی دین، منطقه‌ای منچستر-بستون، ممفیس، ژنرال میچل، مینیاپولیس−سنت پل، منطقه‌ای موبایل، کواد سیتی، ژنرال ماریانو اسکبیدو، مونترآل-پییر الیوت ترودو، سنترال ویسکانسن، شهرستان ماسکیگن، نشویل، لوئیز آرمسترانگ نیو اورلنان، لاگواردیا، لیبرتی نیوآرک، نورفک، ویل راجرز، صحرایی اپلی، مک‌دونالد-کارتیر اتاوا، منطقه‌ای بارکلی، ژنرال وین براندزینو داونینگ پیوریا، فیلادلفیا، پیتسبورگ، جت بین‌المللی پورتلند، تی. اف. گرین، رالی-دورهام، ریچموند، محلی روانوک، روچستر, گریتر راچستر، لامبرت-ست لوی، ام‌بی‌اس، سالت‌لیک‌سیتی، سن آنتونیو، سوننه/هیلتن حعیا، محلی سو فالز، محلی سوت بند، کپیتل آبراهام لینکن، ملی اسپرینگفیلد-برانسون، پارک دانشگاه، سیراکیوز هنکاک، پیرسون تورنتو، چری کپیتل، توسان، تالسا، اکلاهما، دالس واشینگتن، ملی رونالد ریگان واشینگتن، شهرستان وستچستر، ویچیتا مید-کانتیننت، ویلکز بار - اسکرانتون، وینیپگ جیمز آرمسترانگ ریچاردسون فصلی: بنگر، بیلینگز لوگان، بوزمن یلوواستون، منطقه‌ای یلوستون، ساوثوست فلوریدا، گریت فالز، محلی گانسیون-کرستد بوته، یمپا ولی، جکسن هول، گلیشر پارک، کی وست، میامی، میسولا، منطقه‌ای مونتروز، میرتل بیچ، لیندن پیندلینگ، ژان لوساژ شهر کبک، پام اسپرینگز، پنساکولا، محلی رپید سیتی، ساراستابردنتن |
| Volaris                                    | دن میگوئل هیدالگو وای کوستیا، باهیاس د هواتولکو (آغاز از ۱۸ نوامبر ۲۰۱۷), ایکستاپا-سیواتانخو (آغاز از ۱۹ نوامبر ۲۰۱۷), مکزیکو سیتی، ژنرال ماریانو اسکبیدو |
| وست جت                                     | فصلی: کالگری |
| واو ایر                                    | فصلی: کفلاویک |

### باری
فهرست مقاصد فرودگاهی
| AeroUnion | مکزیکو سیتی
| AirBridgeCargo Airlines | تد استیونز انکوریج، اسخیپول آمستردام، دالاس-فورت ورث، جرج بوش، یملیانو، لس‌آنجلس، دوموده‌دوو
| Air China Cargo | تد استیونز انکوریج، پکن، ادمونتون، فرانکفورت، جان اف کندی، شانگهای پودنگ، تیانجین بینهای
| ایر فرانس | دوبلین، جان اف کندی، شارل دوگل پاریس، گلاسگو پرستویک
| آسیانا ایرلاینز | تد استیونز انکوریج، هارتسفیلد-جکسون آتلانتا، جان اف کندی، اینچئون، سیاتل-تاکوما
| ASL Airlines Belgium | لیژ
| اطلس ایر | تد استیونز انکوریج، میامی، اینچئون
| کارگولوکس | تد استیونز انکوریج، هارتسفیلد-جکسون آتلانتا، دالاس-فورت ورث، هنگ کنگ، ایندیاناپلیس، لس‌آنجلس، لوگزامبورگ - فیندل، جان اف کندی، ژنگژو سین‌ژنگ
| کاتای پاسیفیک | تد استیونز انکوریج، جان اف کندی
| چاینا ایرلاینز | تد استیونز انکوریج، جرج بوش، سانفرانسیسکو، سیاتل-تاکوما
| چاینا کارگو ایرلاینز | تد استیونز انکوریج، هارتسفیلد-جکسون آتلانتا، دالاس-فورت ورث
| هواپیمایی جنوبی چین | شانگهای پودنگ
| دی‌اچ‌ال اوییشن
اجرا توسط ای‌بی‌ایکس ایر | سینسیناتی/کنتاکی شمالی
| دی‌اچ‌ال اوییشن
اجرا توسط اطلس ایر | کالگری، سینسیناتی/کنتاکی شمالی
| امارات اسکای‌کارگو | بروکسل
| هواپیمایی اتحاد | ابوظبی، میامی
| اوا ایر | تد استیونز انکوریج، تائویوان تایوان
| فدکس اکسپرس | متروپولیتن شهرستان وین دیترویت، فوت ورث الاینس، ایندیاناپلیس، لس‌آنجلس، ممفیس، لیبرتی نیوآرک، اوکلند، سیاتل-تاکوما، پیتسبورگ
| کالیتا ایر | تد استیونز انکوریج، خاباروفسک ناوی، لیبرتی نیوآرک، جان اف کندی
| کورین ایر | تد استیونز انکوریج، هلفکس استانفیلد، لس‌آنجلس، سانفرانسیسکو، سیاتل-تاکوما، پیرسون تورنتو
| لوت پولیش ایرلاینز
اجرا توسط Cargojet | شوپن ورشو
| لوفت‌هانزا کارگو | تد استیونز انکوریج، هارتسفیلد-جکسون آتلانتا، فرانکفورت، دن میگوئل هیدالگو وای کوستیا، لس‌آنجلس، منچستر، مکزیکو سیتی، جان اف کندی
| لوفت‌هانزا کارگو
اجرا توسط آئرولوگیک | فرانکفورت
| نیپون کارگو ایرلاینز | تد استیونز انکوریج، دالاس-فورت ورث، فرانکفورت-هان، لس‌آنجلس، جان اف کندی
| کانتاس فرایت
اجرا توسط اطلس ایر | تد استیونز انکوریج، اوکلند، چنگچینگ ییانگبی، بین الملی هونولولو، لس‌آنجلس، ملبورن، سیدنی
| هواپیمایی قطر | اسخیپول آمستردام، حمد، لس‌آنجلس، میلانو مالپنسا
| سیلک وی ایرلاینز | حیدر علی‌اف
| سنگاپور ایرلاینز کارگو | تد استیونز انکوریج، هارتسفیلد-جکسون آتلانتا، بروکسل، چنای، دالاس-فورت ورث، لس‌آنجلس، سیاتل-تاکوما 
| ترکیش ایرلاینز | آتاترک، ماستریخت آخن، شنن
| یوپی‌اس ایرلاینز | کلن بن، ریکن‌بیکر، لوئیویل، فیلادلفیا، پورتلند
| یوپی‌اس ایرلاینز
اجرا توسط Sky Lease Cargo | لوئیویل، پورتلند
| یانگتزه ریور اکسپرس | تد استیونز انکوریج، شانگهای پودنگ
}
غزال عقاب ورد ایرویز.     فرودگاه زازران